# Пок чук
Пок чук (ісп. poc chuc) — мексиканська страва. Пок чук часто подають із рисом, маринованою цибулею, обсмаженою квасолею, авокадо, редисом та томатним соусом під назвою «чилтомат». Пок чук - одна з фірмових страв Юкатану.
Термін poc chuc складається з двох слів мая: poc, що означає «підсмажувати», особливо на гарячому вугіллі, і chuc, що означає «вугілля».
Хоча ця страва вважається традиційною стравою мая, вона не існувала на Юкатані до приходу іспанців, оскільки свинина та апельсин не є автентичними для Юкатану продуктами та були привезені колонізаторами. Існує думка, що пок чук був створений в середині ХХ століття в місті Тікуль в популярному ресторані «Лос Альмендрос».